# Arrentela

Brazão de Arrentela

Arrentela é uma povoação portuguesa do Município do Seixal que foi sede da extinta Freguesia de Arrentela, freguesia que tinha 9,58 km² de área e 28 886 habitantes (2011), e, por isso, uma densidade populacional de 3 015,2 hab/km².
A Freguesia de Arrentela foi extinta e agregada às freguesias de Seixal e Aldeia de Paio Pires, criando-se a União das Freguesias do Seixal, Arrentela e Aldeia de Paio Pires.
Além da sede, da antiga Freguesia de Arrentela faziam parte as seguintes localidades: Torre da Marinha, Casal do Marco, Pinhal de Frades, Cavaquinhas, Casal de Santo António e Cavadas.

## População
| População da freguesia de Arrentela | População da freguesia de Arrentela | População da freguesia de Arrentela | População da freguesia de Arrentela | População da freguesia de Arrentela | População da freguesia de Arrentela | População da freguesia de Arrentela | População da freguesia de Arrentela | População da freguesia de Arrentela | População da freguesia de Arrentela | População da freguesia de Arrentela | População da freguesia de Arrentela | População da freguesia de Arrentela | População da freguesia de Arrentela | População da freguesia de Arrentela |
| ----------------------------------- | ----------------------------------- | ----------------------------------- | ----------------------------------- | ----------------------------------- | ----------------------------------- | ----------------------------------- | ----------------------------------- | ----------------------------------- | ----------------------------------- | ----------------------------------- | ----------------------------------- | ----------------------------------- | ----------------------------------- | ----------------------------------- |
| 1864                                | 1878                                | 1890                                | 1900                                | 1911                                | 1920                                | 1930                                | 1940                                | 1950                                | 1960                                | 1970                                | 1981                                | 1991                                | 2001                                | 2011                                |
| 1 195                               | 1 289                               | 1 393                               | 1 410                               | 2 021                               | 2 259                               | 2 510                               | 3 289                               | 4 022                               | 5 390                               | 8 944                               | 18 765                              | 25 779                              | 28 609                              | 28 886                              |

Em 1993 são destacados lugares desta freguesia para consituir a freguesia de Fernão Ferro
| Distribuição da População por Grupos Etários | Distribuição da População por Grupos Etários | Distribuição da População por Grupos Etários | Distribuição da População por Grupos Etários | Distribuição da População por Grupos Etários | Distribuição da População por Grupos Etários | Distribuição da População por Grupos Etários | Distribuição da População por Grupos Etários | Distribuição da População por Grupos Etários | Distribuição da População por Grupos Etários |
| -------------------------------------------- | -------------------------------------------- | -------------------------------------------- | -------------------------------------------- | -------------------------------------------- | -------------------------------------------- | -------------------------------------------- | -------------------------------------------- | -------------------------------------------- | -------------------------------------------- |
| Ano                                          | 0-14 Anos                                    | 15-24 Anos                                   | 25-64 Anos                                   | > 65 Anos                                    |                                              | 0-14 Anos                                    | 15-24 Anos                                   | 25-64 Anos                                   | > 65 Anos                                    |
| 2001                                         | 5 079                                        | 4 112                                        | 16 469                                       | 2 949                                        |                                              | 17,8%                                        | 14,4%                                        | 57,6%                                        | 10,3%                                        |
| 2011                                         | 4 837                                        | 3 311                                        | 16 438                                       | 4 300                                        |                                              | 16,7%                                        | 11,5%                                        | 56,9%                                        | 14,9%                                        |

Média do País no censo de 2001:  0/14 Anos-16,0%; 15/24 Anos-14,3%; 25/64 Anos-53,4%; 65 e mais Anos-16,4%
Média do País no censo de 2011:   0/14 Anos-14,9%; 15/24 Anos-10,9%; 25/64 Anos-55,2%; 65 e mais Anos-19,0%

## História
Arrentela está situada na margem sul do estuário do rio Tejo, em local alto e debruçado sobre o esteiro do Judeu. O seu nome provirá eventualmente de “Aventella”, por ser terra varrida por muitos ventos, ou de “Arreentella”, por causa de estar implantada em areais ou ainda, segundo a tradição popular, de “além terra”, desde que foi avistada do rio por pescadores.
Toda a região da margem sul do estuário do Tejo, integra na grande mancha terciária denominada Península de Setúbal, assenta, por isso, sobre uma vasta área compreendendo formações do Miocénio Marinha e Pliocénico. O Pliocénico ocupa, no entanto, a grande totalidade da Península de Setúbal e os terrenos quaternários constituem as orlas marginais do Tejo e dos seus esteiros. Quase toda a área do município do Seixal, a que pertence a freguesia de Arrentela, se estende sobre a formação Pliocénica da Bacia do Tejo, a qual é bordada por uma larga faixa de depósitos recentes ao longo da orla fluvial.
A povoação de Arrentela está implantada em terrenos do Pliocénico excepto junto das margens do esteiro em que o subsolo é formação natural recente ou artificial.
Em 1384, a Arramtella era referida por Fernão Lopes, na crónica de D. João I. Em 1399, o Convento da Trindade trocava a sua Quinta de Arrentela por bens em Lisboa. Data de 1403 o aforamento do esteiro de Arrentela a Nuno Álvares Pereira, que o doou, conjuntamente com outras terras, ao Convento do Carmo, em 1404.
Datam de 1581 os primeiros assentos de Baptismo, Casamentos e Óbitos lavrados na Paróquia de Arrentela.
Como outros povoados ribeirinhos da região, a Arrentela desenvolveu-se com base nas potencialidades do rio, quer a nível dos seus recursos naturais, quer das actividades proporcionadas pela localização geográfica, como a construção naval, sobretudo a partir do período dos descobrimentos e expansão marítima portuguesa.
A Arrentela perdeu progressivamente o poder local passando de sede de freguesia importante (que englobava o Seixal e as actuais localidades de Aldeia de Paio Pires e Fernão Ferro), a uma simples freguesia pertencente ao município do Seixal e, com a freguesia do Seixal, forma a Cidade do Seixal.
Com a reorganização administrativa territorial autárquica prevista pelo Lei 22/2012 de 30 de Maio, a Arrentela irá perder a autonomia de freguesia, passando a englobar a freguesia de Aldeia de Paio Pires-Arrentela-Seixal.

## Festas
- 1 de Novembro - Procissão Solene em honra de Nossa Senhora da Soledade, que fez o milagre de recuar a água da baía no maremoto que sucedeu o terramoto de 1755.

## Saúde
Centos de saúde - (Estado)
- Extensão de saúde da Torre da Marinha

Saúde privada
No sector privado, existe uma ampla oferta de empresas, que prestam cuidados de saúde.
Farmácias
- A freguesia de Arrentela tem 6 (seis) farmácias. Estas farmácias efectuam serviços permanentes.[4]

## Património
- Igreja Paroquial de Arrentela (ou Igreja de Nossa Senhora da Consolação)
- Moinho do Breyner